# Dick Carter (Yachtkonstrukteur)
Richard E. (Dick) Carter (* 1928 in New Hampshire, USA) ist ein US-amerikanischer Segler und Yachtkonstrukteur, der sehr erfolgreich seegehende Regattayachten in der Periode der IOR-Vermesungsformel entworfen hat.

## Leben
Geboren und aufgewachsen in New Hampshire, begann Dick Carter schon als Kind mit dem Segeln auf Cape Cod. Als Regattasegler war er zunächst in verschiedenen Jollenklassen erfolgreich. Er studiert Kunstgeschichte auf der Yale University, wobei er sich auch mit der Architektur von Walter Gropius (1883–1969), dem Gründer des Bauhauses, beschäftigte. Aus dem Corinthian Sailing Club in Yale ging er als Landesmeister hervor. Dick Carter war nicht nur von Segelbooten, sondern auch von der Verlockung und Herausforderung radikaler Innovationen besessen. Obwohl er nie eine Ausbildung als Yachtkonstrukteur gemacht hatte, fing er an Yachten zu zeichnen und seine Kenntnisse auf größere Yachten zu übertragen. Der Einfluss des Bauhaus-Designs führte bei Dick Carter vermutlich dazu, dass seine späteren Entwürfe besonders klare, freie Decksflächen hatten.

## Erste eigene Entwürfe

### Rabbit
Im Jahr 1965 nahm Dick Carter mit seiner Yacht, dem innovativen 35-Fuß-Boot (10,15 m) Rabbit (US-2198), am prestigeträchtigen Fastnet Race teil und gewann nach berechneter Zeit entgegen aller Erwartungen gegen eine internationale Flotte von 151 Rennyachten. Er, der völlig unbekannte Designer, wurde auf einen Schlag berühmt, mit seiner besonders innovativen, von ihm selbst entworfenen Yacht, die ein eher kleines Boot von nur zehn Meter Länge war.
Im Mai 2018 wurde die Yacht Rabbit  für das Yacht Heritage Program des Yacht Club Italiano ausgewählt und restauriert, um ihre Bedeutung in der Geschichte des Yachtdesigns zu würdigen. Die Yacht wird heute von ihrem aktuellen Eignern Francesco and Mietta Gandolfi in italienischen Gewässern mit dem Heimathafen Genua gesegelt.

### Tina
Carter hatte, was Segler „ein Auge für Boote“ nennen – ein intuitives Verständnis dafür, warum manche Boote schneller und besser segeln als andere, und die Fähigkeit, dieses Verständnis in neue Rumpfdesigns und Takelagedetails umzusetzen. Er wandte seine Erfahrung aus den Jollenrennen auf große Hochsee-Rennyachten an und führte Innovationen ein, die heute selbstverständlich erscheinen, wie getrennte Ruder, Trimmklappen, interne Mastfallen, übergroße Vorsegel, Hubkiele und mehr.
Carter war der erste, der flache und in der Schiffsmitte breite Rümpfe mit, für damalige Verhältnisse, sehr schmalen Kielen ausstattete. Der Hauptspant hatte die Form eines Weinglases, die Ruder waren freistehend und weit vom Kiel getrennt, auch waren seine Boote mit reichlich Segelfläche versehen.
Dick Carter segelte im Jahr 1966 seinen neuen 37-Fuß-Entwurf Tina als Steuermann selbst zum Sieg im Eintonnerpokal in Kopenhagen bei 24 Teilnehmern.

### Optimist
Für den Eintonnerpokal 1967 im Ärmelkanal vor Le Havre ausgetragen, überzeugte der designierte Steuermann und Bremer Segelmacher Hans Beilken den Münchner Architekten Georg Köhler bei Dick Carter einen Entwurf für einen neuen Eintonner zu ordern. Doch der eigenwillige Carter entwirft nicht für jeden Auftraggeber und sucht sich seine Kunden genau aus. So lernte er erstmal vor der Freigabe seiner Konstruktion für den Eintonner Optimist den Skipper Beilken in Bremen kennen. Die 37-Fuß-Yacht Optimist (G-163) wurde bei der Werft Abeking & Rasmussen in Lemwerder bei Bremen gebaut. Carter hatte den Entwurf seiner Vorjahressiegerin Tina so weiter entwickelt, dass sie in Extremsituationen besser zu steuern war.
Die Yacht Optimist hat wie die Tina sehr runde Querspantenschnitte. Der Rumpf hat fast die Form einer Jolle.
Carter hatte mit seinem dritten Yachtentwurf Optimist wieder so viel Erfolg wie mit seinem zweiten Entwurf Tina. Optimist gewann mit dem Steuermann Hans Beilken und Crew den One-Ton-Cup bei ihrem Debüt 1967 und ein Jahr später 1968 vor Helgoland. Er belegte 1967 mit seiner Yacht Tina den zweiten Platz hinter Optimist. Trotz seiner Enttäuschung war er froh, dass sein neuester modifizierter Entwurf sich durchgesetzt hatte.
Die Segel-Regatten um den One-Ton-Cup galten zu ihrer Zeit als eine der wichtigsten Segel-Wettfahrten des Jahres. Sie waren neben den Wettkämpfen der Yachtcrews auch ein Duell von zwei unterschiedlichen Yachtkonstrukteuren. Einerseits der US-Amerikaner Dick Carter, mit seinen sehr radikalen neuen Entwürfen und andererseits das New Yorker Konstruktionsbüro Sparkman & Stephens (S&S), das schon jahrelang mit ihren Entwürfen das internationale Hochseesegeln beherrschte. Die Designs von S&S wirkten im Vergleich zu Dick Carters neuen Ansätzen eher traditionell.

### Red Rooster
Im Jahr 1969 wiederholte Carter den Gesamtsieg im Fastnet Race mit einem weiteren, noch innovativeren Boot seiner eigenen 41-Fuß-Konstruktion Red Rooster, die einen zwei Tonnen schweren Hubkiel und ein einziehbares, am Heck aufgehängtes Ruder hatte. Im gleichen Jahr gewann er mit der Yacht auch als Team-Mitglied der USA den Admiral’s Cup als punktbestes Boot.

## IOR-Vermesungsformel
Als Verrechnungs-Rennen unter der neu geschaffenen IOR-Vermessungsformel populär wurden, segelten Carters Entwürfe mit dem 1972 bei Abeking & Rasmussen gebauten 37-Fuß-Eintonner Ydra (I-5583) und dem Dreivierteltonner Ariadne weiterhin an der Spitze der Flotte. Dick Carter spielte auch eine aktive Rolle bei der Überarbeitung und Aufrechterhaltung der Regeln für Offshore-Rennen und war einer der einflussreichsten Berater bei der Entwicklung der IOR-Vermesungsformel.
Dick Carter hatte mit seinen neuen radikalen Yachtentwürfen großen Erfolg. Er hatte einen maßgeblichen Anteil daran, dass die bisherigen Yacht-Designs neu überdacht wurden und er so praktisch die modernen Yachten erfunden hat. Die Szene der sehr konventionellen Yachtsegler überraschte er mit seinen unkonventionellen Ansätzen und Ideen. Er hatte als Autodidakt eine untypische Laufbahn als Yachtkonstrukteur eingeschlagen, ohne den Weg als Lehrling bei einem etablierten Konstrukteur zu gehen. Die konsequente Rückbesinnung auf seine Erfahrungen im Jollensegeln, ließen ihn Lösungen für Rumpfformen mit radikalen Linien finden.

## Vendredi Treize
Eines der ungewöhnlichsten Projekte, an denen Carter beteiligt war, war der 120 Fuß lange Dreimaster-Schoner Vendredi Treize, der für das Single Handed Trans Atlantic-Rennen 1972 gebaut wurde. Das Boot (tatsächlich gezeichnet von Yves-Marie Tanton, einem damaligen Mitarbeiter) wurde knapp von Alain Colas (1943–1978) geschlagen, der Eric Tabarlys (1931–1998) revolutionären Aluminium-Trimaran Pen Duick IV segelte.

## Fahrten-Yachten
Dick Carter beeinflusste durch seine revolutionären Design-Ideen eine Entwicklung zu Yachtentwürfen, über die er später selbst nicht zufrieden war. Er wollte idealerweise im Ergebnis Fahrten-Yachten ähnlich wie sein Entwurf der Yacht Optimist. Es sollten schnelle und gut zu segelnde Regattayachten sein, die zugleich seetüchtig und unter Deck ihren Crews eine wohnliche Kajüte und zweckmäßige Pantry boten. In den 1970er Jahren entwickelten die anderen Yachtkonstrukteure ebenfalls Boote, die immer extremere Lösungen boten und leichter und weniger seegängig waren. Er bezeichnete diese Konstruktionen mit dem Ausdruck „weniger wohltuend“. Konsequent wie er beim Entwerfen handelte, beendete er folgerichtig seine erfolgreiche Tätigkeit als Yachtdesigner. Er wollte nicht Yachten konstruieren, an deren Eigenschaften er nicht selber glauben konnte.

## Werft Storebro
Als die schwedische Boots-Werft Storebro auf der Suche nach einem neuen Designer für ein Segelboot war und Dick Carter wiederum eine Werft für seine Designs suchte, traf man sich im Jahr 1969, um über eine Zusammenarbeit zu sprechen. Dick Carter reiste aus den USA nach Jönköping an, um sich selbst einen Eindruck von der Werft zu verschaffen. Er blieb fünf Tage, um den Arbeitern der Werft bei ihrer Tätigkeit zuzusehen. Danach bestätigte er die Zusammenarbeit mit den Worten „OK, you are in business“.
Das erste Ergebnis der Kooperation war die Produktion der Yachten Carter 40 bzw. Havsörnen 40/Sea Eagle 40. Um den Vorgaben Carters zu genügen, wurde während des Baus der Havsörnen 40 jedes Bauteil, das an Bord verbaut wurde, gewogen. Die Werft konnte so ein Schiff präsentieren, das um 125 kg leichter war als berechnet. Die Fokussierung auf des Bootsgewicht hatte seinen Grund darin, dass Carter vorher in Finnland beim Bau der ersten zwei Carter 33 erleben musste, dass die Yachten zu schwer geworden waren. Beim Stapellauf der Boote lag deren Wasserpass unterhalb der Wasseroberfläche. Die finnischen Rumpfformen wurden später nach Västervik gebracht. Carter rettete die Formen so vor einer gerichtlichen Auseinandersetzung mit der finnischen Werft. Aus diesen Formen entstanden später die Yachten des Typs Storebro 33.
In den Jahren 1972 und 1973 lieferte die Werft dann den 2-Tonner Carter 42 Aggressive und ihre zwei Schwesterschiffe Airmail und Tiderace III aus.
Als Storebro 1976 überlegte, wieder eine Segelyacht anzubieten, griff man auf die für Dick Carter gelagerten Formen der Carter 33 zurück. Er modifizierte das Unterwasserschiff, indem er ein neues, weniger komplex geformtes Ruderblatt für die zukünftige Storebro 33 zeichnete. Die Anpassung des Überwasserschiffs erfolgte durch Storebros Designteam um John H. V. Lindblom.

### Carter 33
Neben der Carter 30 ist die Carter 33 eines der beliebtesten Serienboote des Designers. Sie waren über seine Firma Carter Offshore erhältlich und wurden hauptsächlich von der Werft Olympic Marine in Griechenland gebaut. Das gleiche Design wurde auch in Australien und Schweden gebaut. Nicht zu verwechseln mit der Carter 3/4 TON, die später erschien und ein anderes Design hat. Eine Version der Carter 33 mit kürzerer Takelage fiel tatsächlich unter die IOR-Grenze von 1/2 Tonne – 21,7 Fuß.

## Späte Jahre
Als Dick Carter den Gipfel des Erfolgs im europäischen Yachtrennsport erreichte, beendete er seine Karriere als Yachtdesigner und widmete sich mit aller Energie der Restaurierung eines Herrenhauses aus dem 16. Jahrhundert in den Cotswolds, England. Er und seine Frau Andrea verbringen die Hälfte des Jahres in Cape Cod und die andere Hälfte in ihrem Herrenhaus.
Nach fast 40 Jahren Abwesenheit kehrte Dick Carter in die Welt des Segelns zurück und verfasste seine Memoiren in seinem Buch „Dick Carter Yacht Designer: In the Golden Age of Offshore Racing“.